# Flannan Obé
Pour les articles homonymes, voir OBE.
Flannan Obé, né le 4 mars 1975 à Paris 11e, est un acteur français de cinéma, de télévision et de théâtre.

## Biographie

### Vie professionnelle
Fils de l'acteur Jean Obé, Flannan Obé commence sa formation de comédien à 14 ans au conservatoire de Pantin et la poursuit au Cours Florent. Parallèlement, il suit une formation lyrique au conservatoire de la Rochelle, puis à ceux des 20e, 11e et 6e arrondissements de Paris. Plus récemment, il suit des cours de danse. Au théâtre, il aborde des répertoires variés, allant de la tragédie, avec Racine ou Mishima, au boulevard avec Feydeau, Guitry, Labiche, ou encore Courteline. Mais c’est dans les spectacles alliant théâtre et chanson qu’il connaît le plus de bonheur. Ainsi, il fait régulièrement un tour du côté de l’opérette et incarne différents rôles chez Offenbach.
Par ailleurs, Flannan apparaît au cinéma et à la télévision, dans des séries telles que Rastignac ou les Ambitieux et Avocats et Associés sur France 2 où il incarne Jean Bern.
En 2007, il intègre la Compagnie Les Brigands et tourne avec elle, une opérette policière de 1930 Arsène Lupin banquier de Marcel Lattès sur des lyrics d'Albert Willemetz.

### Vie associative
Le 30 juin 2005, il est élu président de SOS Homophobie, mais ne se représente pas au renouvellement de juin 2006, tout en restant membre du bureau de l’association.

## Théâtre
- 2002 : Lucienne et les Garçons, mise en scène Lara Neumann, Emmanuel Touchard et Flannan Obé (Limonaire)
- 2007-2009 : Arsène Lupin banquier, mise en scène de Philippe Labonne, opérette policière de 1930.
- 2008-2010 : La Cour du roi Pétaud de Léo Delibes, mise en scène de Jean-Philippe Salério, avec la compagnie Les Brigands
- 2009-2011 : Au temps des croisades de Claude Terrasse, livret de Franc-Nohain, mise en scène de Philippe Nicolle, avec la compagnie de théâtre de rue les 26000 Couverts et la compagnie Les Brigands
- 2010-2011 : La Nuit d'Elliot Fall de Vincent Daenen, mise en scène de Jean-Luc Revol
- 2019 :  L'Amour vainqueur d'Olivier Py

## Filmographie
- 2000 : Rastignac ou les Ambitieux, série télévisée de Alain Tasma d'après l'œuvre d'Honoré de Balzac : le rôle de Lucien de Rubempré
- 2002 : Jean Moulin, d'Yves Boisset (TV) : Caracalla
- 2002 : Monsieur Batignole de Gérard Jugnot
- 2004 : Du même sang d'Arnault Labaronne
- 2005 : Un amour à taire, téléfilm de Christian Faure
- 2006 : Du jour au lendemain de Philippe Le Guay : Thierry
- 2006 : Navarro, série télévisée
- 2006 : Avocats et Associés, série télévisée
- 2007 : Avocats et Associés, série télévisée
- 2008 : On choisit pas ses parents, téléfilm de Thierry Binisti (France 2), d'après le roman Oh Boy !
- 2008 : Clara Sheller, série télévisée (France 2) : Denis
- 2011 : Ma part du gâteau de Cédric Klapisch
- 2012 : Fais pas ci, fais pas ça
- 2018 : Speakerine de Laurent Tuel : Dario
- 2019 : Nina, saison 5 épisode 7 (Les surhommes) de Jérôme Portheault : Pierre
- 2023  : Le Goût du crime de Chloé Micout : Luc Chamoix, pâtissier